# 布格霍爾茨巴赫河

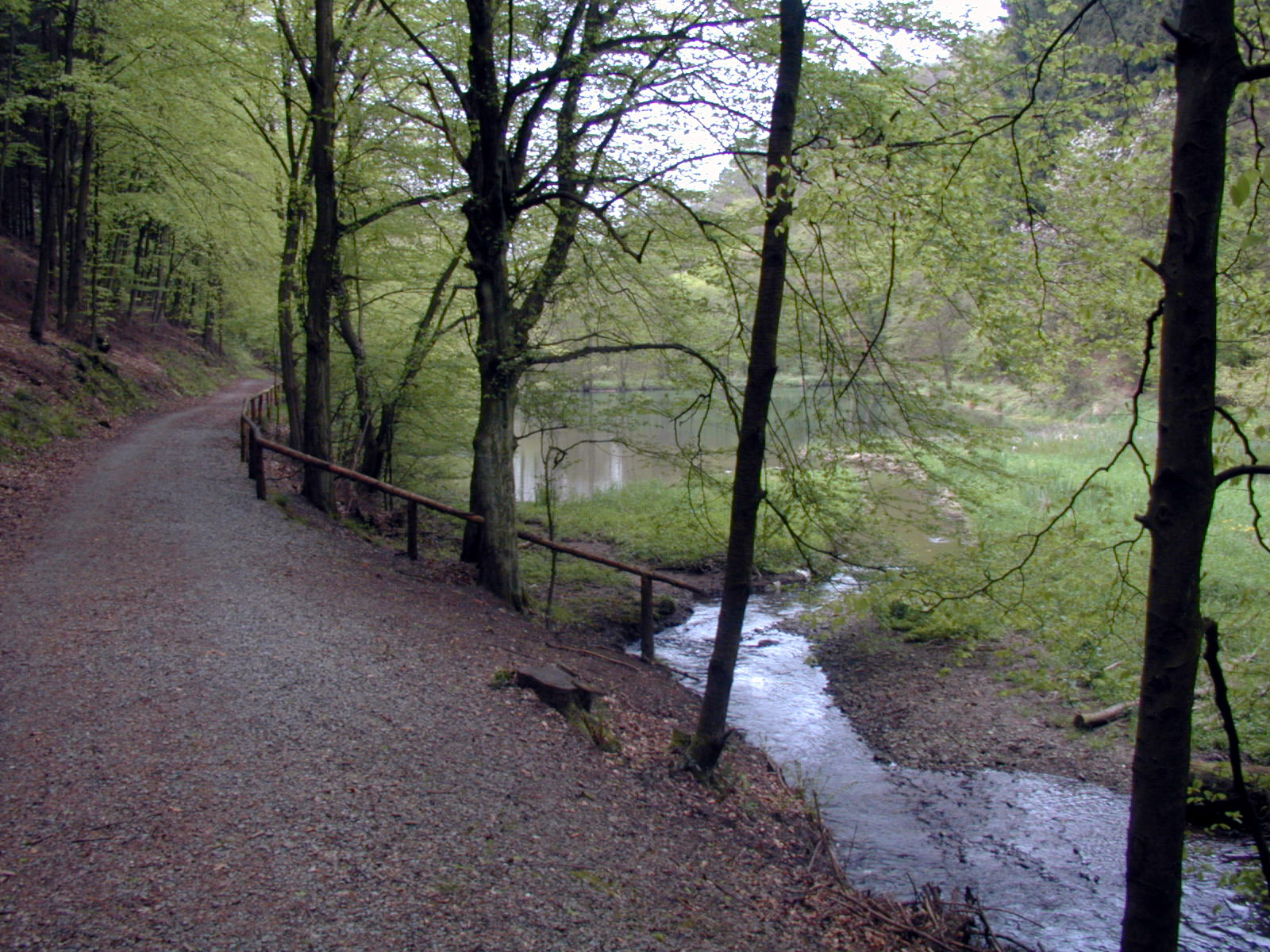

51°12′40″N 7°6′29″E / 51.21111°N 7.10806°E
布格霍爾茨巴赫河（德語：Burgholzbach），是德國的河流，位於該國西部，流經北萊茵-威斯特法倫州，屬於伍珀河的支流，河道全長3.4公里，流域面積4.8平方公里。